# Christian Bruder
Pour les articles homonymes, voir Bruder.
Christian Bruder (né le 30 avril 1982) est un sauteur à ski allemand. Entre 2000 et 2004, il a également participé à des compétitions de combiné nordique.

## Coupe du monde de saut à ski
- Meilleur classement général : 55e en 2005.
- Meilleur résultat : 14e.